# کایل چندلر
کایل چندلر (به انگلیسی: kyle chandler) با نام تولد کایل مارتین چندلر (زاده ۱۷ سپتامبر ۱۹۶۵) بازیگر تلویزیون و سینمای آمریکا است.
چندلر با بازی در نقش‌های تلویزیونی همچون گری هابسن در نسخه اولیه و مربی اریک تایلر در «جمعه شب‌های روشن» خود را معرفی کرد و برای آن برنده جایزه امی شد. او در فیلم‌های کینگ کونگ (۲۰۰۵)، روزی که دنیا از حرکت ایستاد (۲۰۰۸)، سوپر هشت (۲۰۱۱)، سی دقیقه پس از نیمه‌شب (۲۰۱۲)، کارول (۲۰۱۵)، منچستر بای د سی (۲۰۱۶) نقش آفرینی کرده‌است.
چندلر در سال ۲۰۱۵ تا ۲۰۱۷ در نت فلیکس در سریال «خط خون» ایفای نقش کرد که برای او چهارمین و پنجمین نامزدی جایزه امی را به ارمغان آورد.

## اوایل زندگی
چندلر در بوفالو، نیویورک زاده شد. مادرش سالی مربی سگها و پدرش ادوارد چندلر صاحب مزرعه و نماینده فروش سیگار بود.

## فعالیت هنری
چندلر بازیگری را در سال ۱۹۸۸ در نقش‌های کوچک آغاز کرد. سال‌ها بعد توانست در فیلم تلویزیونی کابوی محکوم با جان وویت بازیگر مطرح و باسابقه هالیوود همبازی شود. بعد از آن به مدت چهار سال در سریال نسخه اولیه به ایفای نقش پرداخت.
این بازیگر در تلویزیون موفق تر بوده و در ایران او را بیشتر با سریال نسخهٔ اولیه یا همان در برابر آینده در نقش گری هابسن می‌شناسند.
همچنین در فیلم آرگو در نقش هامیلتون جوردن رئیس ستاد کارکنان کاخ سفید در دوره جیمی کارتر ظاهر شد

## فیلم‌شناسی
فهرست برخی از فیلم‌هایی که کایل چندلر در آن‌ها به ایفای نقش پرداخته‌است:
- کینگ کونگ
- سوپر ۸
- آرگو
- گرگ وال استریت
- پادشاهی
- اکنون شگفت‌انگیز
- کارول
- روزی که دنیا از حرکت بازماند
- منچستر بای د سی
- نسخه اولیه (مجموعه تلویزیونی)
- نخستین انسان
- شب بازی
- آبشارهای مالهالند
- کشور پاک